# Tarare (Roine)
Tarare és un municipi francès situat al departament del Roine i a la regió d'Alvèrnia-Roine-Alps. L'any 2007 tenia 10.677 habitants.

## Demografia

### Població
El 2007 la població de fet de Tarare era de 10.677 persones. Hi havia 4.649 famílies de les quals 1.896 eren unipersonals (734 homes vivint sols i 1.162 dones vivint soles), 1.145 parelles sense fills, 1.188 parelles amb fills i 420 famílies monoparentals amb fills.
La població ha evolucionat segons el següent gràfic:
Habitants censats

### Habitatges
El 2007 hi havia 5.317 habitatges, 4.748 eren l'habitatge principal de la família, 66 eren segones residències i 503 estaven desocupats. 1.347 eren cases i 3.896 eren apartaments. Dels 4.748 habitatges principals, 1.515 estaven ocupats pels seus propietaris, 3.115 estaven llogats i ocupats pels llogaters i 118 estaven cedits a títol gratuït; 192 tenien una cambra, 726 en tenien dues, 1.384 en tenien tres, 1.290 en tenien quatre i 1.156 en tenien cinc o més. 2.124 habitatges disposaven pel cap baix d'una plaça de pàrquing. A 2.408 habitatges hi havia un automòbil i a 1.140 n'hi havia dos o més.

### Piràmide de població
La piràmide de població per edats i sexe el 2009 era:
| Homes | Edats   | Dones |
| ----- | ------- | ----- |
| 12    | 95 o +  | 12    |
| 8     | 90 a 94 | 52    |
| 56    | 85 a 89 | 128   |
| 40    | 80 a 84 | 160   |
| 220   | 75 a 79 | 240   |
| 212   | 70 a 74 | 412   |
| 260   | 65 a 69 | 308   |
| 248   | 60 a 64 | 240   |
| 216   | 55 a 59 | 172   |
| 344   | 50 a 54 | 324   |
| 300   | 45 a 49 | 376   |
| 376   | 40 a 44 | 384   |
| 304   | 35 a 39 | 324   |
| 392   | 30 a 34 | 300   |
| 416   | 25 a 29 | 408   |
| 236   | 20 a 24 | 372   |
| 404   | 15 a 19 | 276   |
| 320   | 10 a 14 | 276   |
| 300   | 5 a 9   | 336   |
| 328   | 0 a 4   | 308   |

## Economia
El 2007 la població en edat de treballar era de 6.614 persones, 4.717 eren actives i 1.897 eren inactives. De les 4.717 persones actives 3.980 estaven ocupades (2.177 homes i 1.803 dones) i 736 estaven aturades (313 homes i 423 dones). De les 1.897 persones inactives 584 estaven jubilades, 569 estaven estudiant i 744 estaven classificades com a «altres inactius».

### Ingressos
El 2009 a Tarare hi havia 4.668 unitats fiscals que integraven 10.555,5 persones, la mediana anual d'ingressos fiscals per persona era de 14.585 €.

### Activitats econòmiques
Dels 652 establiments que hi havia el 2007, 6 eren d'empreses extractives, 23 d'empreses alimentàries, 2 d'empreses de fabricació de material elèctric, 1 d'una empresa de fabricació d'elements pel transport, 56 d'empreses de fabricació d'altres productes industrials, 69 d'empreses de construcció, 178 d'empreses de comerç i reparació d'automòbils, 13 d'empreses de transport, 44 d'empreses d'hostatgeria i restauració, 11 d'empreses d'informació i comunicació, 39 d'empreses financeres, 27 d'empreses immobiliàries, 71 d'empreses de serveis, 72 d'entitats de l'administració pública i 40 d'empreses classificades com a «altres activitats de serveis».
Dels 167 establiments de servei als particulars que hi havia el 2009, 1 era una comissaria de policia, 1 oficina d'administració d'Hisenda pública, 2 oficines del servei públic d'ocupació, 1 gendarmeria, 1 oficina de correu, 12 oficines bancàries, 4 funeràries, 15 tallers de reparació d'automòbils i de material agrícola, 1 taller d'inspecció tècnica de vehicles, 3 autoescoles, 7 paletes, 16 guixaires pintors, 11 fusteries, 15 lampisteries, 9 electricistes, 1 empresa de construcció, 16 perruqueries, 2 veterinaris, 3 agències de treball temporal, 31 restaurants, 9 agències immobiliàries, 2 tintoreries i 4 salons de bellesa.
Dels 84 establiments comercials que hi havia el 2009, 5 eren supermercats, 1 una gran superfície de material de bricolatge, 4 botiges de menys de 120 m², 9 fleques, 10 carnisseries, 5 llibreries, 19 botigues de roba, 5 botigues d'equipament de la llar, 5 sabateries, 5 botigues d'electrodomèstics, 3 botigues de material esportiu, 2 botigues de material de revestiment de parets i terra, 2 drogueries, 1 una perfumeria, 4 joieries i 4 floristeries.
L'any 2000 a Tarare hi havia 13 explotacions agrícoles que ocupaven un total de 155 hectàrees.

## Equipaments sanitaris i escolars
El 2009 hi havia 1 hospital de tractaments de curta durada, 1 psiquiàtric, 1 centre d'urgències, 5 farmàcies i 2 ambulàncies.
El 2009 hi havia 5 escoles maternals i 5 escoles elementals. A Tarare hi havia 2 col·legis d'educació secundària, 2 liceus d'ensenyament general i 1 liceu tecnològic. Als col·legis d'educació secundària hi havia 1.340 alumnes, als liceus d'ensenyament general n'hi havia 1.098 i als liceus tecnològics 248.
Tarare disposava d'un centre de formació no universitària superior de formació sanitària.

## Poblacions més properes
El següent diagrama mostra les poblacions més properes.